# Heqaib
Heqaib, également Hekaib ou Hekayeb, est un ancien nomarque égyptien du premier nome de Haute-Égypte (« Terre de l' Arc ») sous le roi Pépi II, vers la fin de la VIe dynastie. Il est également un officier chargé des expéditions militaires en Nubie.

## Carrière
Né Pépinakht (ppjj-nḫt - « [Le roi] Pépi est fort »), il mène au moins trois expéditions, qui sont toutes enregistrées sur la façade de sa tombe à Qubbet el-Hawa (près d'Assouan), après une longue liste de ses titres. Lors de la première expédition, Pépinakht mène une attaque surprise dans les terres de Ouaouat et d'Irthet, tuant de nombreux guerriers et emmenant de nombreux prisonniers à la cour du pharaon. Puis, il est renvoyé aux mêmes endroits (deuxième expédition) où il capture quelques chefs, et rapporte aussi du butin. Pour sa troisième expédition, Pépinakht est chargé de ramener le cadavre d'Enenkhet ; qui était un chef d'expédition chargé de construire un navire pour atteindre le Pays de Pount, mais qui fut attaqué et tué avec son escorte par les « habitants des sables ». L'autobiographie de Pépinakht se termine brusquement alors qu'il attaquait les habitants des sables. Cependant, il est très probable qu'il ait pu accomplir cette mission.
Ses capacités et son charisme lui valent le surnom de Heqaib (ḥq3-ỉb - « Celui qui contrôle son cœur ») puis, après sa mort, il est divinisé. Ce fait peut être représentatif de la grande puissance acquise par les autorités locales durant cette période, qui est un prélude à l'effondrement de l'État égyptien. Son fils, nommé Sabni, lui aurait succédé dans ses charges. Dans une pièce d'un bâtiment officiel d'Éléphantine, on a trouvé plusieurs caisses en bois portant les noms de fonctionnaires locaux. Une boîte porte le nom d'Heqaib. Ces boîtes étaient très probablement utilisées lors de rituels autour du culte funéraire des personnes qui y sont mentionnées.

## Héritage
Peu de temps après la mort et la divinisation d'Heqaib, un grand nombre de personnes ont commencé à adorer ce « saint local » d'abord devant sa tombe à Qubbet el-Hawa, et plus tard dans un sanctuaire construit à cet effet. D'après les divers documents laissés par ces dévots, on sait que beaucoup d'entre eux ont été nommés « Heqaib » en son honneur, et même certains pharaons sont connus pour avoir laissé des dédicaces dans le sanctuaire : parmi les statues royales trouvées ici, on peut citer celles de Montouhotep Ier (bien que posthume), Antef II, Sésostris III, Sekhemkarê Amenemhat, Khâsekhemrê Neferhotep, et Sekhemrê-Ouadjkhâou Sobekemsaf, alors que l'on sait qu'Antef III a ordonné une restauration du sanctuaire au début de la XIe dynastie.
Les lointains successeurs d'Heqaib pendant le Moyen Empire tels que Sarenpout Ier, Sarenpout II et Heqaib III, ont agrandi le sanctuaire en construisant des annexes qui lui sont dédiés et à eux-mêmes. Cependant, avec l'avènement de la Deuxième Période intermédiaire, le sanctuaire est progressivement abandonné et rempli de débris, jusqu'à sa redécouverte par Edouard Ghazouli en 1932 et les fouilles ultérieures par lui-même et Labib Habachi.